# Странка правде и помирења
Странка правде и помирења (скраћено СПП), раније позната као Бошњачка демократска заједница Санџака (скраћено БДЗС), је политичка странка у Србији, која представља бошњачку етничку мањину концентрисану у региону Санџака у Србији.

## Историја
Учествовала је на парламентарним изборима 2014. као део заједничке листе са Либерално-демократском партијом (ЛДП) и Социјалдемократском унијом (СДУ), али је коалиција добила само 3,4% гласова, не успевши да освоји ниједан посланички мандат.
На парламентарним изборима 2016. учествовала је сама, освојивши два мандата. Странка је 23. децембра 2017. године званично променила назив из Бошњачке демократске заједнице Санџака у Странка правде и помирења. Јахја Фехратовић је водио странку од њеног формирања до тада; након промене назива, Муамер Зукорлић је постао за вођа реорганизоване странке.

## Резултати на изборима

### Парламентарни избори у Србији
| Година | Гласови | % од важећих | # мандата | Промена | Коалиција  | Влада            |
| ------ | ------- | ------------ | --------- | ------- | ---------- | ---------------- |
| 2014.  | 120.879 | 3,36%        | 0 / 250   | нова    | са ЛДП—СДУ | ванпарламентарна |
| 2016.  | 32.526  | 0,86%        | 2 / 250   | 2       | —          | владина подршка  |
| 2020.  | 32.170  | 1,00%        | 4 / 250   | 2       | са ДПМ     | владина подршка  |
| 2022.  | 35.837  | 0,94%        | 3 / 250   | 1       |            | влада            |
| 2023.  | 29.066  | 0,78%        | 2 / 250   | 0       | са ДСХВ    | Н/Д              |

### Председнички избори у Србији
| Година | Кандидат         | 1. круг — гласови | 1. круг — гласови | % од важећих | 2. круг — гласови | 2. круг — гласови | % од важећих | Напомене |
| ------ | ---------------- | ----------------- | ----------------- | ------------ | ----------------- | ----------------- | ------------ | -------- |
| 2012.  | Муамер Зукорлић  | 11.               | 54.492            | 1,39%        | —                 | —                 | —            | подршка  |
| 2017.  | Александар Вучић | 1.                | 2.012.788         | 55,06%       | Н/Д               | —                 | —            | подршка  |
| 2022.  | Александар Вучић | 1.                | 2.149.575         | 58,59%       | Н/Д               | —                 | —            | подршка  |

### Парламентарни избори у Црној Гори
| Година | Гласови | % од важећих | # мандата | Промена | Коалиција    | Влада            |
| ------ | ------- | ------------ | --------- | ------- | ------------ | ---------------- |
| 2016.  | 1.140   | 0,30%        | 0 / 81    | нова    | —            | ванпарламентарна |
| 2020.  | 22.649  | 5,53%        | 0 / 81    | 0       | са ЦнБ       | ванпарламентарна |
| 2023.  | 9.010   | 2,98%        | 0 / 81    | 0       | подржала СДП | ванпарламентарна |

### Локални избори у општинамаСанџака
| 2016. | 10 / 47 | 6 / 37  | 7 / 39 | 5 / 61 | 5 / 41 (коалиција) | 0 / 27 | 33 / 252 |
| 2020. | 11 / 47 | 11 / 37 | 9 / 39 | 8 / 61 | 2 / 41             | 0 / 27 | 41 / 252 |